# ما بعد المنطق

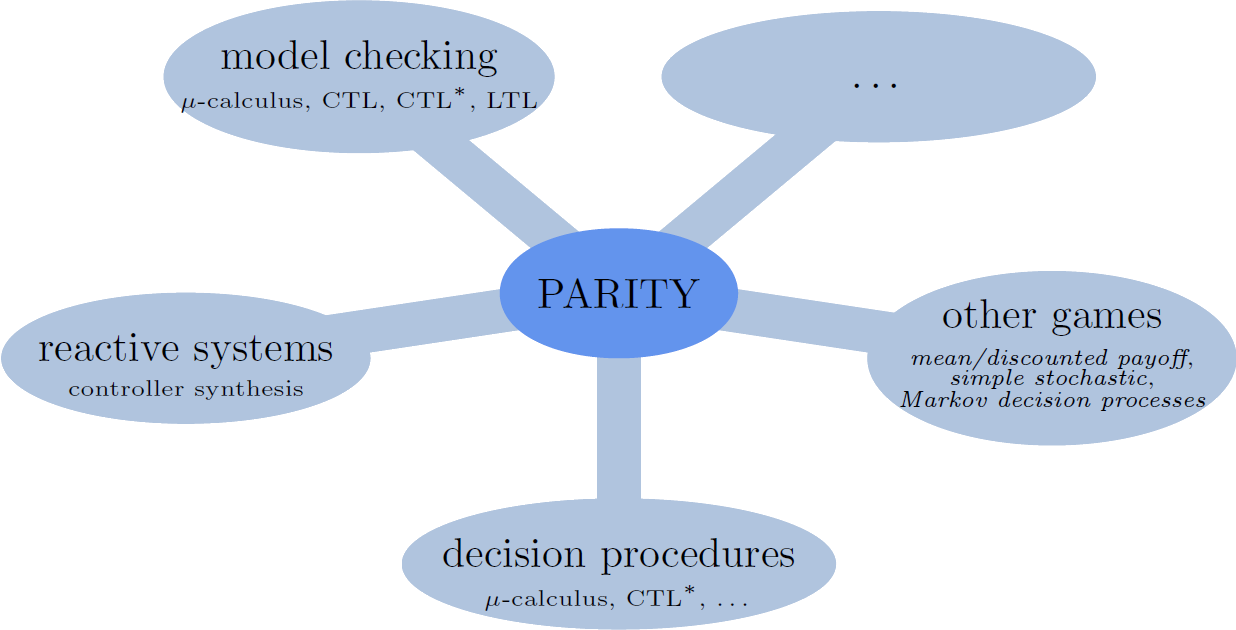
تحتوي الصورة على نظرة عامة على حالات الاستخدام الأكثر شيوعًا لحل ألعاب التكافؤ

ما بعد المنطق أو ما وراء المنطق هي دراسة شمولية حول المنطق. بينما يدرس المنطق كيفية استخدام الأنظمة المنطقية لبناء حجج صحيحة وسليمة، يدرس ما بعد المنطق خصائص الأنظمة المنطقية. يتعلق المنطق بالحقائق التي يمكن اشتقاقها باستخدام نظام منطقي؛ يهتم ما بعد المنطق بالحقائق التي يمكن اشتقاقها عن اللغات والأنظمة المستخدمة للتعبير عن الحقائق.
الأشياء الأساسية لدراسة ما بعد المنطق هي اللغات الرسمية والأنظمة الرسمية وتفسيراتها. دراسة تفسير الأنظمة الرسمية هي فرع المنطق الرياضي المعروف بنظرية النموذج، ودراسة الأنظمة الاستنتاجية هي الفرع المعروف بنظرية البرهان.